# Терентьев, Юрий Васильевич
Ю́рий Васи́льевич Тере́нтьев (12.06.1939-15.06.2011) — советский и российский учёный в области механизации производства сои, зерновых, овощных культур и картофеля в условиях Дальнего Востока, член-корреспондент ВАСХНИЛ (1990), заслуженный деятель науки Российской Федерации (2001).

## Биография
Родился в с. Томичи Белогорского района Амурской области. Окончил Благовещенский СХИ (1962) и аспирантуру Челябинского института механизации и электрификации сельского хозяйства (1968).
В 1968—1989 заведующий отделом механизации ВНИИ сои. С 1989 г. директор Дальневосточного н.-и. и проектно-технологического института механизации и электрификации сельского хозяйства.
Под его руководством разработаны энергосберегающие средства механизации и технологии для возделывания, уборки и послеуборочной переработки сои, зерновых, овощных культур и картофеля:
- культиватор для предпосевной обработки почвы под сою МКП-4;
- культиваторы для основной безотвальной обработки почвы;
- комплекс очистительный соевый КОС-20;
- сеялка для посева сои СЗСШ-3,6;
- многие другие.

Доктор технических наук (1984), профессор (1986), член-корреспондент РАСХН (1990).
Автор книг:
- Механизация возделывания сои. — М.: Россельхозиздат, 1982. — 128 с.
- Технологические основы комплексной механизации производства сои / Всерос. НИИ сои. — Благовещенск, 1988. — 99 с.

Награждён орденом «Знак Почёта» (1987), нагрудным знаком «Изобретатель СССР».